# Brainwashed (альбом)
Brainwashed (с англ. — «С промытыми мозгами») — посмертный сольный альбом Джорджа Харрисона, вышедший в 2002 году.

## История создания
Альбом записывался с 1997 года Джорджем Харрисоном, его сыном Дхани, Джеффом Линном и другими музыкантами. После смерти Харрисона-старшего в 2001 году запись была приостановлена, но возобновилась в следующем году и была закончена Харрисоном-младшим.
В 2004 году композиция «Marwa Blues» завоевала «Грэмми» в номинации «Лучшее инструментальное поп-исполнение».

## Список композиций
Автор всех песен — Джордж Харрисон, если не указано иное.
1. «Any Road» — 3:52
2. «P2 Vatican Blues (Last Saturday Night)» — 2:38
3. «Pisces Fish» — 4:50
4. «Looking For My Life» — 3:49
5. «Rising Sun» — 5:27
6. «Marwa Blues» — 3:40
7. «Stuck Inside a Cloud» — 4:04
8. «Run So Far» — 4:05
9. «Never Get Over You» — 3:26
10. «Between the Devil and the Deep Blue Sea» (Харольд Арлен/Тед Келер) — 2:34
11. «Rocking Chair in Hawaii» — 3:07
12. «Brainwashed» — 6:07

## Участники записи
- Джордж Харрисон — вокал, слайд-гитара, акустическая гитара, укулеле, добро, бас-гитара, бэк-вокал
- Джефф Линн — электрогитара, 12-струнная гитара, дополнительные клавишные, бэк-вокал
- Дхани Харрисон — акустическая гитара и бэк-вокал
- Бикрам Гош — табла
- Джон Лорд — фортепиано
- Джулс Холланд — фортепиано
- Сэм Браун — бэк-вокал
- Джейн Листер — арфа
- Джим Келтнер — ударные
- Изабела Боржимовска — чтение цитат из Йога-сутры Патанджали
- Мантра «Namah Parvati» исполнена Джорджем и Дхани Харрисоном